# Arrowsic
Arrowsic város az USA Maine államában, Sagadahoc megyében. Lakosainak száma 477 fő (2020. április 1.).

## Népesség
A település népességének változása:
| Lakosok száma | 427  | 501  | 477  |
|               | 2010 | 2014 | 2020 |